# Wesley Verhoek
Wesley Verhoek (* 25. září 1986, Leidschendam, Nizozemí) je nizozemský fotbalový útočník, hráč rotterdamského klubu Feyenoord.

## Klubová kariéra

### ADO Den Haag
Wesley Verhoek začal svou profesionální fotbalovou kariéru v klubu ADO Den Haag, po zimní přestávce sezóny 2004/2005 debutoval v prvním týmu.

### FC Twente
Na konci zimního přestupového období v lednu 2012 odchází do klubu FC Twente, kde podepisuje smlouvu do června 2014. Zde pouze dohrál sezónu 2011/2012 a koncem srpna byl vyměněn do Feyenoordu. 31. března 2012 zaznamenal svůj jediný gól v dresu FC Twente v domácím ligovém utkání proti Rodě Kerkrade, v 83. minutě zvyšoval na konečných 2:0.

### Feyenoord
Po dvojzápasech 4. předkola Evropské ligy 2012/2013, kdy Feyenoord nepostoupil do základní skupiny Evropské ligy přes Spartu Praha, se Verhoek stal 31. srpna 2012 součástí transferu mezi FC Twente a rotterdamským klubem. Opačným směrem (do FC Twente) putoval záložník Jerson Cabral, výměna se obešla bez finančních kompenzací.